# Ready or Not (видео игра)
Ready or Not је тактичка пуцачина из првог лица коју је развио Void Interactive из Ирске. Ready or Not прати операције полицијског SWAT тима у измишљеном граду Лос Суенос у Калифорнији, усред таласа криминала. Ready or Not објављен је преко Steam Early Access 17. децембра 2021. Игра је наишла на добар пријем од стране играча и сматрана је наследником сличне серије SWAT компаније Sierra Entertainment, али су је рецензенти критиковали због снажног величања полиције, тона промене између драме и црног хумора и додавања мисија које приказују активне стрелце и школске пуцњаве.

## Гејмплеј
У Ready or Not, играч је члан полицијске тактичке јединице, која се бори против криминалаца и банди. Као тактичка пуцачина, реализам је централни фокус игре, при чему су и играчи и непријатељи убијени у само неколико хитаца; стога су наглашене тактичке стратегије и пажљиво планирање.Играчу је дат широк избор пушака, митраљеза, сачмарица и пиштоља на избор. Опрема као што су шок гранате, балистички штитови, фиберскопи и уређаји за пробијање су кључни предмети доступни играчу и његовом тиму за опремање и употребу. Пошто је играч део полицијске јединице, хапшење осумњичених живих се подстиче, стога, различито мање смртоносно оружје као што су тејзери, пиштољи са гуменим метковима и бибер спреј су на располагању играчу као алтернативе смртоносној сили, а играчи добијају више поена за хапшење осумњичених него за њихово убијање.

### Режими игре
Може се играти пет различитих режима: хапшење забарикадираних осумњичених, спровођење рације, заустављање активног стрелца, деактивирање бомби након претње бомбом и спасавање талаца. Сваки режим има различита правила са казнама за њихово кршење. Мисије су доступне у игри за једног играча са саиграчима вештачке интелигенције или у сарадњи са до четири друга играча преко онлајн игре за више играча. За потпуно издање планиран је режим конкурентности играча против играча.

## Развој игре
Развој је почео у јуну 2016, а трејлер за откривање објављен је 3. маја 2017. на Јутјубу. Алфа верзија игре је стављена на располагање 19. августа 2019. године за власнике скупљег издања Supporter Edition у складу са уговором о неоткривању података. Одабрани јутјубери су позвани на PVP тест у априлу 2020. и дозвољено им је да објављују снимке. Партнерство са Теам17 за објављивање игре под њиховом брендом објављено је 22. марта 2021. године.

### Губитак издавача
Губитак издавача VOID је 20. децембра 2021. објавио да је њихово партнерство са Теам17 окончано и да више неће објављивати игру. Спекулације су сугерисале да је то због тога што су програмери обећали укључивање нивоа пуцњаве на простору школе на Редиту, иако је VOID то демантовао.

## Пријем
Ready or Not је била најпродаванија игра на Steam-у у недељи након објављивања и прослављена је као наследник SWAT серије и раних Rainbow Six игара.У раној рецензији за Котаку, Итан Геч је назвао Ready or Not „тактичком хорор игром“ и „узнемирујућом SWAT фантазијом“, хвалећи њену атмосферу, али и критикујући је као неукусну због неосетљивости према бруталности америчке полиције и узнемирујућих тонова између грубог хумора и мрачне драме. Геч је такође неповољно истакао очигледне референце на алт-десничарске знакове као што су црвена пилула и употреба термина „Jogger“ као расистичког еуфемизма (у односу на Ахмауда Арберија). Програмери су касније одговорили на критику, негирајући било какву везу са екстремизмом, тврдећи да су наводне алузије биле случајне, и наводећи да ће уклонити дотичне слике.